# Synagoga w Będzinie
Synagoga w Będzinie – zniszczona w 1939 r. synagoga znajdująca się w Będzinie przy dawnej ulicy Bożniczej.
Synagoga została zbudowana w 1881 roku na miejscu starej drewnianej synagogi. Podczas II wojny światowej, w nocy z 8 na 9 września 1939 roku niemieckie wojsko spaliło synagogę, wraz z modlącymi się w niej Żydami. Pożar trwał 20 godzin, a żołnierze Wehrmachtu i SS uniemożliwili jego gaszenie. Po zakończeniu wojny budynku synagogi nie odbudowano.

## Tora
Jedną z najcenniejszych ocalonych pamiątek po synagodze jest XIX-wieczny, wykonany z jagnięcej skóry zwój Tory. Najprawdopodobniej został on wyniesiony bezpośrednio z płonącej synagogi lub z jej zgliszczy o czym świadczą nadpalenia.
Tora przez wiele lat spoczywała z innymi kosztownościami w skrytce w jednej z kamienic. Osoba, która ją odnalazła, sprzedała ją za niewielkie pieniądze, nie zdając sobie sprawy z wartości zwoju. Tora została podarowana Adamowi Szydłowskiemu i przeniesiona do synagogi Mizrachi.
W kwietniu 2007 roku zwoje zostały wypożyczone na pół roku na wystawę „Holocaust Memorial at Miami Beach 1933–1945”. W międzyczasie miała zostać poddana konserwacji i dokładnie zbadana przez naukowców z Muzeum Holocaustu w Miami Beach. Dzięki temu miało się ją dać rozwinąć.

## Upamiętnienie
1 września 1993 roku na miejscu gdzie stała synagoga postawiono granitowy obelisk z napisami w języku polskim i hebrajskim, upamiętniający będzińskich Żydów oraz synagogę. Treść na obelisku brzmi:
„Pamięci Żydów obywateli Miasta Będzina i okolicy

zamordowanych przez hitlerowców w okresie

II wojny światowej Towarzystwo Przyjaciół Będzina

pomnik ten ufundował na miejscu synagogi spalonej

przez okupantów z nocy 8 na 9 września 1939 r.

Niech będzie on symbolem o tych tragicznych

latach bezprawia, okrucieństwa i przemocy

niech stanie się też symbolem odrodzenia i pojednania

narodów wolnych żyjących w pokoju i braterstwie”